# Atjehella
Atjehella is een geslacht van kreeftachtigen uit de klasse van de Ostracoda (mosselkreeftjes).

## Soorten
- Atjehella jacobi Malz, 1981 †
- Atjehella karwarensis Honnappa & Abrar, 1984
- Atjehella kingmai Keij, 1979
- Atjehella leizhouensis Gou in Gou, Zheng & Huang, 1983 †
- Atjehella mckenziei Keij, 1979
- Atjehella multicostata Annapurna & Rama Sarma, 1987
- Atjehella paiki Keij, 1979
- Atjehella pentockensis Key, 1979
- Atjehella pentukensis Keij, 1979
- Atjehella semiplicata Kingma, 1948 †
- Atjehella tricarinata Keij, 1979